# 琴浦町立聖郷小学校
琴浦町立聖郷小学校（ことうらちょうりつ せいごうしょうがっこう）は、鳥取県東伯郡琴浦町釛にある公立小学校。
過疎化による児童数減少に伴い、2014年（平成26年）4月1日、琴浦町立東伯小学校と琴浦町立古布庄小学校を統合して開校した。校舎は旧・東伯小のものを使用している。

## 沿革
- 2014年（平成26年）
  - 4月1日 - 設立。
  - 4月8日 - 開校式挙行。

## 通学区域
- 下大江（松井）、杉下（平和）、森藤、光好（下光好・上光好）、釛、美好、三保、倉坂、公文、山田、大杉、福永、野田、法万（上法万・下法万）、杉地、野井倉、中津原、三本杉、別宮、古長、矢下、八反田、宮場[1][2]

## 進学先中学校
- 琴浦町立東伯中学校

## 交通アクセス
- 西日本旅客鉄道（JR西日本）山陰本線 浦安駅前より、琴浦町営バス東伯線「聖郷小学校前」バス停下車。